# Ореске (Скалица)
Ореске (слч. Oreské) насељено је мјесто са административним статусом сеоске општине (слч. obec) у округу Скалица, у Трнавском крају, Словачка Република.

## Становништво
| Година:    | 1994. | 2004.   | 2014.   | 2024.   |
| ---------- | ----- | ------- | ------- | ------- |
| Број људи: | 334   | 348     | 379     | 387     |
| Разлика:   |       | +4,19 % | +8,90 % | +2,11 % |

| Година:    | 2023. | 2024.   |
| ---------- | ----- | ------- |
| Број људи: | 393   | 387     |
| Разлика:   |       | -1,52 % |

Према подацима о броју становника из 2024. године насеље је имало 387 становника.